# Saunders-Roe London
Die Saunders-Roe (oder abgekürzt Saro) A.27 London  war ein britisches Flugboot des Herstellers Saunders-Roe, das für Patrouillenflüge eingesetzt wurde.

## Entwicklung
Die erste Ausführung der London mit zwei Triebwerken Bristol Pegasus III von je 875 PS entstand 1935 und war als Fernaufklärungsflugboot konstruiert. Da sich die Serienreife moderner Eindeckerflugboote in Großbritannien mehrmals verzögerte, kam 1938 eine verstärkte Ausführung des Flugzeugs heraus. Diese nun A.27 London II genannte Maschine blieb bis zum November 1942 im aktiven Dienst und wurde dann durch die nun verfügbaren Flugboote  Short Sunderland und Consolidated Catalina ersetzt. Bis dahin war die London II in vier Staffeln des RAF Coastal Command eingesetzt.

## Technischer Aufbau
Die Saro London war ein zweistieliger, verspannter Anderthalbdecker mit abgestrebtem Doppelleitwerk. Flügel und Leitwerk bestanden aus einem Stahlgerüst mit Stoffbespannung, das Rumpfboot (zweistufig) und die Stützschwimmer (einstufig) waren in Ganzmetallbauweise ausgeführt. Die beiden Triebwerksgondeln waren hängend unter dem Mittelstück des Oberflügels angeordnet. Eine Nacht- und Blindflugausrüstung war vorhanden.

## Technische Daten

Seitenansicht

| Kenngröße             | Daten (London Mk.II) |
| --------------------- | --- |
| Besatzung             | 6 |
| Länge                 | 17,31 m |
| Spannweite            | 24,38 m |
| Höhe                  | 5,72 m |
| Flügelfläche          | 132,38 m² |
| Leermasse             | 5035 kg |
| Startmasse            | 8346 kg |
| Triebwerke            | zwei 9-Zylinder-Sternmotoren Bristol Pegasus X                                                                                     |
| Leistung              | je 787 kW (1055 PS) |
| Reisegeschwindigkeit  | 185 km/h in 2000 m Höhe |
| Höchstgeschwindigkeit | 249 km/h in 1905 m Höhe |
| Aktionsradius         | 1200 km |
| Flugdauer             | normal 10 h bei 185 km/h maximal 15 h bei 185 km/h                                                                                 |
| Reichweite            | normal 1770 km maximal 2800 km |
| Steiggeschwindigkeit  | 305 m/min |
| Kraftstoffvorrat      | 2025 kg |
| Bewaffnung            | je ein 7,7-mm-Zwillings-MG Lewis in drei offenen Gefechtsständen, Aufhängungen unter dem Unterflügel für maximal 907 kg Bombenlast |